# Karel VII. Švédský
Karel VII. Sverkersson (asi 1130 – 12. duben 1167) byl švédským králem v letech 1161-1167. Karel byl synem Sverkera I. a jeho ženy Ulvhild Håkansdotter.
Během své vlády byl známý jako Karel Sverkersson a byl prvním historicky známým švédským králem jménem Karel. Nebyl tedy Karlem VII., to je pozdější vymoženost z doby Erika XIV. (1560–68) a Karla IX. (1604–1611), kteří toto číslování přijali na základě fiktivních švédských dějin.

## Vláda

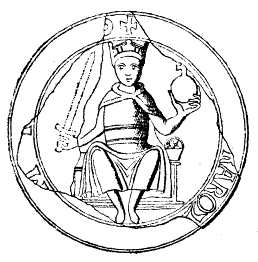
Švédský král Karel VII. Sverkersson na pečetíï

Karel byl rivalem v boji o moc Erika IX. Svatého. Vražda Erika jednotkami Magnuse Henrikssona (Magnuse II.), který byl jejich společným rivalem, byla nejspíš Karlem rovněž podporována. Magnus se stal králem, ale pouze na rok, než ho Karel Sverkersson nechal zavraždit. Poté byl Karel obecně uznán švédským králem.
Zajímavostí je, že stejně jako svůj otec podnikl křížovou výpravu na východ do Ruska. Během Karlovy vlády bylo zemi založeno první arcibiskupství, v roce 1164. Švédské kostely se tím pádem mohly zcela odpoutat od závislosti na dánském arcibiskupství v Lundu.
Na jaře roku 1167 byl v provincii Visingsö úkladně zavražděn. Pohřbený je v klášteře Alvastra.

## Rodina
V roce 1163 nebo o rok později se Karel oženil s Kristinou, dcerou šlechtice Stiga Hvideho a dánské princezny Markéty. Jejich jediným historicky doložitelným potomkem byl Sverker Karlsson, v době Karlovi smrti ještě chlapec, který se později stal králem jako Sverker II. (1195–1208/10).